# Sé de Beja
A Sé Catedral de Beja, Igreja de Santiago Maior ou Igreja Paroquial de São Tiago situa-se em Beja, Portugal, e é a sé episcopal da Diocese de Beja. É dedicada ao Sagrado Coração de Jesus e inicialmente foi a igreja paroquial da freguesia de Santiago Maior, que foi consagrada em 14 de julho de 1590. Em 31 de maio de 1946 foi consagrada como catedral, apesar da Diocese de Beja ter sido restaurada em finais em 1770.

## História
A igreja atual, projetada em estilo maneirista por Jorge Rodrigues, foi construída por iniciativa do arcebispo de Évora Teotónio de Bragança. Ao longo do século XVII teve obras de beneficiação importantes. O edifício foi danificado pelo sismo de 1755, tendo sido restaurado seguidamente. Na década de 1930 passou por obras de beneficiação para ser adaptada a catedral.
A Diocese de Beja já existiria em 347, pois segundo Frei Amador Arrais, o bispo de Beja Domiciano esteve presente no Concílio Sardense nesse ano. No entanto, há um registo documental da fundação da diocese em 531, ano em que teria sido construída a primeira catedral, no local onde se encontra hoje a igreja de Santa Maria da Feira. Embora a igreja de Santiago seja do século XVI, muito antes disso existiu uma igreja paroquial de Santiago, cuja localização se desconhece. Há várias menções à importância da sua colegiada, uma das mais antigas de Beja, que rivalizava com a da matriz da freguesia vizinha de Santa Maria da Feira. Segundo alguns autores, a primitiva sede da paróquia teria sido a igreja de Santa Maria da Graça, depois mais conhecida pela invocação de Santo Amaro, erigida na transição do século V para o século VI, que teria funcionado como catedral. É provável que a sede paroquial de Santiago já estivesse no local da catedral atual, intramuros e perto de uma das principais portas da muralha. Nessa época já era uma referência no Caminho de Santiago.